# France Mabiletsa
France Lassie Mabiletsa (* 25. November 1962) ist ein botswanischer Boxer. Er trat bei den Olympischen Sommerspielen 1992 in Barcelona an. Im Halbschwergewichtsturnier kam er auf Rang 17. Er wurde im ersten Kampf von Montell Griffin geschlagen.
Er gewann bei den Commonwealth Games 1994 in Victoria eine Bronzemedaille.